# 24 sierpnia
24 sierpnia jest 236. (w latach przestępnych 237.) dniem w kalendarzu gregoriańskim. Do końca roku pozostaje 129 dni.

## Święta
- Imieniny obchodzą: Anita, Audoen, Bartłomiej, Bartosz, Cieszymir, Emilia, Eutyches, Eutychiusz, Jerzy, Joanna, Halina, Malina, Michalina, Natanael.
- Liberia – Święto Flagi
- Ukraina – Święto Niepodległości
- Wspomnienia i święta w Kościele katolickim[1][2] obchodzą:
  - św. Bartłomiej, Apostoł (zob. Noc św. Bartłomieja obchodzona z 23 na 24 sierpnia)
  - św. Emilia de Vialar (zm. 1856, założycielka Zgromadzenia pod wezwaniem św. Józefa od Zjawienia się Archanioła Gabriela)[3]
  - bł. Mirosław Bulešić (prezbiter i męczennik)
  - Błogosławiona Poznańska Piątka: Czesław Jóźwiak, Edward Kaźmierski, Franciszek Kęsy, Edward Klinik i Jarogniew Wojciechowski
  - Święci: Ptolomeusz i Roman z Nepi (męczennicy)

## Wydarzenia w Polsce
- 1109 – W czasie najazdu króla Niemiec Henryka V Salickiego na Polskę rozpoczęła się obrona Głogowa.
- 1407 – Dubiecko uzyskało prawa miejskie.
- 1520 – Wojna pruska: na przedmieściach Reszla wojska krzyżackie zaatakowały z zaskoczenia obóz polskich zaciężnych oraz Tatarów w służbie królewskiej, zabijając w czasie snu około 400 żołnierzy, głównie Tatarów. Oddziały polskie przebywające w mieście nie zdążyły włączyć się do bitwy, gdyż wielki mistrz zaraz po ataku wycofał się z powrotem do Kętrzyna.
- 1598 – Bardo zostało zatopione wskutek osuwiska skalnego na Przełomie Nysy Kłodzkiej.
- 1654 – IV wojna polsko-rosyjska: zwycięstwo wojsk rosyjskich w bitwie pod Szepielewiczami.
- 1675 – Król Jan III Sobieski pokonał Tatarów w bitwie pod Lesienicami.
- 1863 – Powstanie styczniowe: klęska powstańców w bitwie pod Fajsławicami.
- 1880 – W Ratyniu w Wielkopolsce spadł meteoryt.
- 1915:
  - I wojna światowa: zwycięstwo wojsk austriackich nad rosyjskimi w bitwie pod Raśną.
  - Niemcy utworzyli Generalne Gubernatorstwo z siedzibą w Warszawie.
- 1919 – Zakończyło się I powstanie śląskie.
- 1939 – Ogłoszono powszechną mobilizację.
- 1944:
  - 24. dzień powstania warszawskiego: walki o Stare Miasto.
  - Na podstawie dekretu PKWN wprowadzono do obiegu wydrukowane w Moskwie banknoty z nazwą nieistniejącego jeszcze NBP.
- 1945 – Utworzono Uniwersytet Wrocławski, Politechnikę Wrocławską i Uniwersytet Mikołaja Kopernika w Toruniu.
- 1980 – Edward Babiuch został zdymisjonowany z funkcji premiera. P.o. premiera został Józef Pińkowski.
- 1987 – Premiera komedii filmowej Pociąg do Hollywood w reżyserii Radosława Piwowarskiego.
- 1989 – Na wniosek prezydenta Wojciecha Jaruzelskiego Sejm kontraktowy wybrał na urząd premiera Tadeusza Mazowieckiego.
- 1993 – Rozpoczęła się dwudniowa wizyta prezydenta Rosji Borysa Jelcyna.
- 2001 – Premiera komedii filmowej Poranek kojota w reżyserii Olafa Lubaszenki.
- 2006 – 8 osób zginęło, a 1 została ranna w zderzeniu cysterny z mlekiem z litewskim busem w miejscowości Szczebra koło Augustowa.
- 2007 – Sejm RP przyjął ustawę dotyczącą Systemu Informacyjnego Schengen i Systemu Informacji Wizowej.
- 2017:
  - Rozpoczęły XXX Mistrzostwa Europy w Piłce Siatkowej Mężczyzn. W meczu otwarcia na Stadionie Narodowym w Warszawie Polska przegrała z Serbią 0:3.
  - Święty Sobór Biskupów Polskiego Autokefalicznego Kościoła Prawosławnego wybrał na czterech nowych biskupów: Andrzeja (Borkowskiego), Warsonofiusza (Doroszkiewicza), Atanazego (Nosa) i Pawła (Tokajuka)[4].

## Wydarzenia na świecie
- 79 – Wybuch Wezuwiusza zniszczył doszczętnie Pompeje, Herkulanum i Stabie.
- 410 – Zdobycie Rzymu przez Wizygotów.
- 1103 – Król Norwegii i Królestwa Mann i Wysp Magnus III Bosy poległ w bitwie pod Downpatrick w czasie próby podboju Irlandii.
- 1125 – Lotar III został wybrany na króla Niemiec.
- 1185 – Wojny Bizancjum z Normanami: wojska normańskie zdobyły po oblężeniu Saloniki.
- 1200 – Król Anglii Jan bez Ziemi poślubił w Bordeaux Izabelę z Angoulême.
- 1203 – Przemysł Ottokar I został koronowany na króla Czech.
- 1215 – Papież Innocenty III stwierdził nieważność Wielkiej Karty Swobód wydanej przez Jana bez Ziemi.
- 1217 – Flota francuska poniosła klęskę w starciu z Anglikami w bitwie pod Sandwich.
- 1218 – V wyprawa krzyżowa: w trakcie oblężenia Damietty krzyżowcy zaatakowali po raz kolejny miasto i po całodobowej bitwie zdobyli fort, a następnie przecięli łańcuch i zniszczyli most łyżwowy, które blokowały ich okrętom dostęp do murów obronnych.
- 1266 – Mamelucy pokonali Ormian w bitwie pod Sarwantikar.
- 1335 – Pełnomocnicy króla Kazimierza III Wielkiego zawarli, w obecności króla Węgier Karola Roberta, układ w Trenczynie z królem Czech Janem Luksemburskim i jego synem Karolem IV.
- 1349 – W Kolonii i Moguncji doszło do pogromów Żydów, oskarżanych o wywołanie epidemii dżumy.
- 1391 – Pogrom Żydów w Palma de Mallorca.
- 1412 – Król rzymsko-niemiecki i węgierski Zygmunt Luksemburski wydał w Budzie wyrok kończący proces pomiędzy Polską i Litwą a zakonem krzyżackim, podkreślając w nim ważność I pokoju toruńskiego, konieczność zapewnienia swobody handlu i zwrotu przez Zakon dochodów i dóbr biskupstwa włocławskiego na Pomorzu Gdańskim, oraz przywrócenie do władzy blokowanego przez wielkiego mistrza biskupa warmińskiego Henryka Vogelsanga.
- 1456 – Zakończono pierwszy druk Biblii Gutenberga.
- 1482 – Wojska angielskie zdobyły szkocką twierdzę Berwick-upon-Tweed.
- 1511 – Portugalia przejęła kontrolę nad miastem i cieśniną Malakka.
- 1516 – W bitwie pod Mardż Dabik wojska osmańskie dowodzone przez sułtana Selima I Groźnego rozgromiły Mameluków pod wodzą sułtana Kansuha al-Ghauriego, który zginął w walce.
- 1542 – Zwycięstwo wojsk szkockich nad angielskimi w bitwie pod Haddon Rig.
- 1571 – Założono miasto Huacho w Peru.
- 1572 – Pogrom hugenotów w Paryżu, potocznie zwany nocą św. Bartłomieja.
- 1632 – Wojna trzydziestoletnia: nierozstrzygnięta bitwa pod Norymbergą.
- 1689 – Wojska francuskie spaliły niemieckie Baden-Baden.
- 1690 – Brytyjska Kompania Wschodnioindyjska założyła Kolkatę w Indiach.
- 1704 – Wojna o sukcesję hiszpańską: nierozstrzygnięta bitwa morska pod Malagą.
- 1735 – Pożar niemieckiego miasta Templin, zniszczony został m.in. kościół św. Marii Magdaleny.
- 1740 – Założono miasto Macuto w Wenezueli.
- 1760 – Brytyjska wojna z Francuzami i Indianami: zwycięstwem Brytyjczyków zakończyła się bitwa o Tysiąc Wysp.
- 1781 – W Sewilli spalono na stosie heretycką mistyczkę Marię de los Dolores Lopez, ostatnią osobę w Hiszpanii skazaną na śmierć przez inkwizycję.
- 1789 – Wojna rosyjsko-szwedzka (1788-90): zwycięstwo floty rosyjskiej w I bitwie pod Svenskund.
- 1796 – I koalicja antyfrancuska: zwycięstwo wojsk austriackich nad francuskimi w bitwie pod Ambergiem.
- 1814 – Wojna brytyjsko-amerykańska: wojska brytyjskie odniosły zwycięstwo w bitwie pod Bladensburgiem, co pozwoliło im na zdobycie Waszyngtonu i spalenie Białego Domu, Kapitolu i innych budynków rządowych w mieście.
- 1815 – Uchwalono pierwszą Konstytucję Królestwa Zjednoczonych Niderlandów.
- 1821 – Podpisano układ z Cordoby na mocy którego Hiszpania przyznała niepodległość Meksykowi.
- 1827 – Na łamach gazety „Serbska Nowina” w Lipsku ukazał się po raz pierwszy tekst Hymnu Serbołużyczan Handrija Zejlera.
- 1831 – Karol Darwin został zaproszony do wzięcia udziału w wyprawie na statku HMS „Beagle”.
- 1853:
  - Amerykański kucharz George Crum przypadkowo wynalazł chipsy ziemniaczane.
  - Założono Muzeum Norweskiej Królewskiej Marynarki Wojennej w Horten.
- 1862 – Zjednoczenie Włoch: Giuseppe Garibaldi rozpoczął marsz na Rzym.
- 1866 – W Wiedniu wybuchła epidemia cholery, która spowodowała śmierć 15 tys. osób.
- 1867 – Kanadyjski astronom James C. Watson odkrył planetoidę (93) Minerva.
- 1878 – Uruchomiono pierwszą linię tramwajową w stolicy Nowej Zelandii Wellington.
- 1886 – Petko Karawełow został po raz czwarty premierem Bułgarii.
- 1892 – Otwarto stadion piłkarski Goodison Park w Liverpoolu, na którym mecze rozgrywa Everton F.C.
- 1903 – Niemiecki astronom Max Wolf odkrył planetoidy (513) Centesima i (514) Armida.
- 1904:
  - Wojna rosyjsko-japońska: rozpoczęła się bitwa pod Liaoyang.
  - Założono farerski klub piłkarski KÍ Klaksvík.
- 1911 – Manuel José de Arriaga został pierwszym prezydentem Portugalii.
- 1912 – Utworzono Terytorium Alaski.
- 1914 – I wojna światowa: zwycięstwem wojsk serbskich nad austro-węgierskimi zakończyła się bitwa na górze Cer.
- 1915 – Z inicjatywy Władysława Grabskiego utworzono w Piotrogrodzie Centralny Komitet Obywatelski Królestwa Polskiego w Rosji.
- 1921 – W katastrofie sterowca R-38 nad angielskim Kingston upon Hull zginęły 44 spośród 49 osób na pokładzie.
- 1923 – Kōsai Uchida został premierem Japonii.
- 1924:
  - Premiera amerykańskiego filmu niemego Jej wielka miłość w reżyserii Dimitriego Buchowetzkiego.
  - W niemieckiej Jenie oddano do użytku stadion piłkarsko-lekkoatletyczny Ernst-Abbe-Sportfeld.
- 1926:
  - Admirał Pawlos Kunduriotis został po raz drugi prezydentem Grecji.
  - Utworzono sekcję koszykówki FC Barcelona.
- 1927 – Od 173 do 192 osób zginęło w wyniku uderzenia cyklonu tropikalnego w kanadyjską prowincję Nowa Szkocja.
- 1928 – W wyniku wykolejenia pociągu nowojorskiego metra koło stacji Times Square zginęło na miejscu 16 osób, 2 kolejne zmarły w szpitalu, a ok. 100 zostało rannych.
- 1929 – 67 Żydów i 8 Arabów zginęło, a kolejnych 65 Żydów zostało rannych w wyniku dwudniowych rozruchów antyżydowskich w Hebronie w brytyjskim Mandacie Palestyny.
- 1931:
  - Gyula Károlyi został premierem Węgier.
  - Parafowano układ o nieagresji między Francją a ZSRR.
  - W Wielkiej Brytanii powstał trzeci rząd Ramsaya MacDonalda.
- 1936:
  - Brytyjski transatlantyk RMS „Queen Mary” zdobył Błękitną Wstęgę Atlantyku.
  - W III Rzeszy wprowadzono powszechną, dwuletnią służbę wojskową oraz zakaz wykonywania zawodów prawniczych przez kobiety.
- 1937 – Hiszpańska wojna domowa: rozpoczęła się bitwa o Belchite.
- 1940:
  - Bitwa o Anglię: Antoni Głowacki, jako jedyny polski pilot, zestrzelił w ciągu jednego dnia 5 niemieckich samolotów; wbrew wyraźnym zakazom Adolfa Hitlera i Hermanna Göringa został zbombardowany po raz pierwszy (z powodu błędu w nawigacji) Londyn, w odwecie za co premier Winston Churchill rozkazał najbliższej nocy zaatakować Berlin.
  - Pancernik „Bismarck” wszedł do służby w Kriegsmarine.
- 1941 – Po protestach kół kościelnych w III Rzeszy zawieszono Akcję T4, polegającą na fizycznej „eliminacji życia niewartego życia”.
- 1942:
  - W Dreźnie zostało ściętych na gilotynie pięciu młodych wychowanków Salezjańskiego Oratorium św. Jana Bosko w Poznaniu (tzw. „Poznańska Piątka”), aresztowanych przez Gestapo pod zarzutem przynależności do tajnej organizacji politycznej.
  - Wojna na Pacyfiku: rozpoczęła się bitwa koło wschodnich Wysp Salomona.
- 1943:
  - Bitwa o Atlantyk: zostały zatopione niemieckie okręty podwodne U-134 (48 zabitych) i U-185 (43 zabitych i 22 uratowanych).
  - Front wschodni: rozpoczęła się bitwa o Dniepr.
  - Heinrich Himmler został ministrem spraw wewnętrznych III Rzeszy.
  - Zakończyła się tygodniowa, ściśle tajna konferencja wojskowa w mieście Quebec, której gospodarzem był premier Kanady William Lyon Mackenzie King, a głównymi gośćmi prezydent USA Franklin Delano Roosevelt i premier Wielkiej Brytanii Winston Churchill.
- 1944:
  - Bitwa o Atlantyk: niemiecki okręt podwodny U-445 został zatopiony w Zatoce Biskajskiej bombami głębinowymi przez brytyjską fregatę HMS „Louis”, w wyniku czego zginęła cała, 52-osobowa załoga; na Morzu Barentsa brytyjskie okręty zatopiły bombami głębinowymi niemiecki okręt podwodny U-354, w wyniku czego zginęła cała, 51-osobowa załoga.
  - Wojna na Pacyfiku: amerykański okręt podwodny USS „Harder” został zatopiony bombami głębinowymi koło filipińskiej wyspy Luzon, w wyniku czego zginęła cała, 60-osobowa załoga.
- 1949 – Wszedł w życie Pakt Północnoatlantycki.
- 1951 – W katastrofie samolotu Douglas DC-6 w Kalifornii zginęło 50 osób.
- 1954:
  - Prezydent USA Dwight Eisenhower podpisał ustawę delegalizującą Komunistyczną Partię Stanów Zjednoczonych.
  - Prezydent Brazylii Getúlio Vargas został zmuszony przez wojskowych do dymisji i tego samego dnia popełnił samobójstwo.
- 1958 – Nieudana próba wystrzelenia amerykańskiego satelity naukowego Explorer 5.
- 1961 – 24-letni Günter Litfin został pierwszym uciekinierem zastrzelonym podczas próby przekroczenia Muru Berlińskiego.
- 1962 – Wystartował pierwszy indonezyjski kanał telewizyjny TVRI.
- 1963:
  - Amerykanin John Pennel ustanowił w Coral Gables na Florydzie rekord świata w skoku o tyczce (5,20 m).
  - W RFN rozpoczął się pierwszy sezon piłkarskiej Bundesligi.
- 1964 – W Düsseldorfie zakończył się pierwszy proces zbrodniarzy z obozu w Treblince.
- 1965 – Krótko po starcie z Hongkongu runął do morza mający lecieć do Wietnamu Południowego amerykański samolot wojskowy Lockheed C-130 Hercules, w wyniku czego zginęło 59 spośród 71 osób na pokładzie.
- 1966 – Została wystrzelona radziecka sonda księżycowa Łuna 11.
- 1968 – Nad atolem Fangataufa w Polinezji Francuskiej została zdetonowana pierwsza francuska bomba wodorowa.
- 1969 – Varahagiri Venkata Giri został prezydentem Indii.
- 1970 – Fizyk Robert Fassnacht zginął w wyniku wybuchu furgonetki przed laboratorium na terenie Uniwersytetu Wisconsin w Madison, które przeprowadzało badania na zlecenie Departamentu Obrony USA, wykorzystywane w przeciwpartyzanckich operacjach w Wietnamie.
- 1974 – Fakhruddin Ali Ahmed został prezydentem Indii.
- 1976 – Zakończyła się załogowa misja kosmiczna Sojuz 21.
- 1981 – Amerykanin Mark David Chapman został skazany na karę dożywotniego pozbawienia wolności za zabójstwo Johna Lennona.
- 1990 – Josip Manolić został premierem Chorwacji.
- 1991:
  - Iwan Siłajew został ostatnim premierem ZSRR.
  - Michaił Gorbaczow ustąpił ze stanowiska sekretarza generalnego KPZR.
  - Ukraina proklamowała niepodległość (od ZSRR).
- 1992:
  - ChRL i Korea Południowa nawiązały stosunki dyplomatyczne.
  - Na Uniwersytecie Concordia w Montrealu 52-letni wykładowca Valery Fabrikant zastrzelił 3 profesorów i zranił kolejnego (który zmarł miesiąc później w szpitalu) oraz sekretarkę.
- 1993 – Siły rządowe Azerbejdżanu zlikwidowały samozwańczą Tałysko-Mugańską Republikę Autonomiczną.
- 1995:
  - Oficjalna premiera systemu operacyjnego Windows 95.
  - Uchwalono konstytucję Gruzji.
- 2000:
  - Fińscy chemicy ogłosili odkrycie fluorowodorku argonu.
  - Wybuch wulkanu Arenal w Kostaryce.
- 2001 – Kanadyjski Airbus A330 po utracie paliwa i wyłączeniu się silników wylądował awaryjnie na Azorach.
- 2002 – Została uruchomiona Wikipedia estońskojęzyczna.
- 2004 – Czeczeńskie samobójczynie wysadziły w rejonie Rostowa nad Donem i Tuły 2 rosyjskie samoloty pasażerskie, w wyniku czego zginęło łącznie 89 osób.
- 2006 – Podczas Zgromadzenia Ogólnego Międzynarodowej Unii Astronomicznej w Pradze zdecydowano o odebraniu Plutonowi statusu planety i przyznaniu mu i podobnej wielkości ciałom niebieskim nowo utworzonej kategorii planety karłowatej.
- 2008:
  - W stolicy Kirgistanu Biszkeku rozbił się krótko po starcie wyczarterowany przez Iran Aseman Airlines kirgiski Boeing 737, w wyniku czego zginęło 65 osób, a 25 zostało rannych.
  - Zakończyły się XXIX Letnie Igrzyska Olimpijskie w Pekinie.
- 2009 – W wyniku trwających od 21 sierpnia pożarów w Grecji spłonęło 310 tys. ha lasów.
- 2010:
  - Na ranczo niedaleko meksykańskiego miasta San Fernando przy granicy z Teksasem znaleziono zwłoki 72 nielegalnych imigrantów z krajów Ameryki Łacińskiej, porwanych i zamordowanych przez gang narkotykowy.
  - W katastrofie lotu Henan Airlines 8387 na lotnisku w Yichun w Chinach zginęły 42 osoby, ocalały 54.
  - W zamachu na hotel w stolicy Somalii Mogadiszu zginęły 32 osoby.
- 2011 – Doszło do awarii rakiety Sojuz 11A511U wynoszącej statek Progress M-12M z zaopatrzeniem dla Międzynarodowej Stacji Kosmicznej (ISS).
- 2012:
  - 33-letni norweski prawicowy ekstremista Anders Breivik został skazany na 21 lat pozbawienia wolności za przeprowadzenie dwóch zamachów i zabicie 77 osób w 2011 roku.
  - Amerykański kolarz Lance Armstrong został wykluczony z zawodów z mocą wsteczną od 1 sierpnia 1998 roku i dożywotnio zdyskwalifikowany przez Amerykańską Agencję Antydopingową za stosowanie niedozwolonych środków dopingujących.
  - Wojna domowa w Syrii: syryjska armia rozpoczęła masakrę kilkuset cywilów i bojowników w zdobytym mieście Darajja.
- 2016 – W trzęsieniu ziemi we włoskich regionach Lacjum, Umbria i Marche zginęło 299 osób, a 388 zostało rannych.
- 2018 – Scott Morrison został premierem Australii.
- 2021 – Hakainde Hichilema został prezydentem Zambii.
- 2022 – Inwazja Rosji na Ukrainę: w rosyjskim ataku rakietowym na stację kolejową w miejscowości Czapłyne w obwodzie dniepropietrowskim zginęło 25 osób (w tym dwoje dzieci), a 31 zostało rannych.

## Urodzili się
- 1113 – Godfryd V Plantagenet, hrabia Maine i Andegawenii, książę Normandii (zm. 1151)
- 1198 – Aleksander II, król Szkocji (zm. 1249)
- 1358 – Jan I, król Kastylii i Leónu (zm. 1390)
- 1390 – Otto Wittelsbach, palatyn i książę Palatynatu-Mosbach (zm. 1461)
- 1393 – Artur III, książę Bretanii (zm. 1458)
- 1486 – Siegmund von Herberstein, austriacki baron, polityk, historyk, dyplomata (zm. 1566)
- 1493 – Girolamo Bellarmato, włoski inżynier, architekt, kartograf (zm. 1555)
- 1495 – Otto I, książę Lüneburga-Harburga (zm. 1549)
- 1498 – Michał da Paz, infant portugalski, książę asturyjski (zm. 1500)
- 1499 – Bartolomé de la Cueva y Toledo, hiszpański duchowny katolicki, administrator apostolski Avellino i Frigento, arcybiskup Manfredonii, kardynał, wicekról Neapolu (zm. 1562)
- 1552 – Lavinia Fontana, włoska malarka (zm. 1614)
- 1561 – Bartholomäus Pisticus, śląski matematyk, astronom, teolog kalwiński (zm. 1613)
- 1566 – Abraham Scultetus, niemiecki teolog kalwiński (zm. 1624)
- 1578 – John Taylor, angielski poeta (zm. 1653)
- 1580 – Constantin Ferber III, niemiecki polityk, burmistrz Gdańska (zm. 1654)
- 1591 – (data chrztu) Robert Herrick, angielski poeta (zm. 1674)
- 1600 – Antoine de Lalouvère, francuski duchowny katolicki, matematyk (zm. 1664)
- 1607 – Sebastian von Rostock, niemiecki duchowny katolicki, biskup wrocławski, starosta generalny Śląska (zm. 1671)
- 1617 – Bartłomiej Nataniel Wąsowski, polski jezuita, pisarz (zm. 1687)
- 1643 – Emmanuel de Bouillon, francuski kardynał, dyplomata (zm. 1715)
- 1683 – Meinrad Spieß, niemiecki kompozytor (zm. 1761)
- 1698 – Erik Pontoppidan, duński historyk, teolog, ornitolog (zm. 1764)
- 1736 – Stanisław Małachowski, polski polityk, marszałek Sejmu Czteroletniego, prezes Rady Ministrów Księstwa Warszawskiego (zm. 1809)
- 1750 – Letycja Buonaparte, korsykańska arystokratka (zm. 1836)
- 1753 – Aleksander Rimski-Korsakow, rosyjski generał (zm. 1840)
- 1758 – Zofia Mecklenburg-Schwerin, księżna duńska i norweska (zm. 1794)
- 1759 – William Wilberforce, brytyjski polityk, abolicjonista (zm. 1833)
- 1764 – John Dubois, amerykański duchowny katolicki pochodzenia francuskiego, biskup Nowego Jorku (zm. 1842)
- 1772 – Wilhelm I, król Niderlandów i wielki książę Luksemburga (zm. 1843)
- 1775 – Ludwik Osiński, polski pisarz, krytyk literacki (zm. 1838)
- 1776 – Józef Hoene-Wroński, polski polihistor, matematyk, fizyk, filozof, ekonomista, prawnik (zm. 1853)
- 1787 – James Weddell, brytyjski żeglarz, kapitan statku wielorybniczego (zm. 1834)
- 1793:
  - Ludwik Kosicki, polski historyk, pedagog (zm. 1846)
  - William Hay Macnaghten, brytyjski arystokrata, polityk (zm. 1841)
- 1803 – Aleksander Okorski, polski lekarz, uczestnik powstania listopadowego, emigrant (zm. 1875)
- 1805 – Albrecht Gustav von Manstein, pruski generał (zm. 1877)
- 1807 – Franciszek Trzecieski, polski oficer, ziemianin, uczestnik powstania listopadowego, polityk, poseł na Sejm Ustawodawczy i na Sejm Krajowy Galicji (zm. 1875)
- 1808 – Charles Benedict Calvert, amerykański polityk, kongresman (zm. 1864)
- 1810:
  - Ludwik Jabłonowski, polski poeta, pamiętnikarz, polityk (zm. 1887)
  - Rudolf Kner, austriacki zoolog, paleontolog, ichtiolog (zm. 1869)
  - Rudolf Seeliger, niemiecki polityk, publicysta, działacz religijny (zm. 1884)
- 1812:
  - William Thompson Bacon, amerykański poeta (zm. 1881)
  - Franciszek Pinazo, hiszpański franciszkanin, misjonarz, męczennik, błogosławiony (zm. 1860)
- 1816:
  - Henry Mellus, amerykański polityk, burmistrz Los Angeles (zm. 1860)
  - Daniel Gooch, brytyjski inżynier, pionier kolejnictwa, polityk (zm. 1889)
- 1821 – Katarzyna, księżniczka wirtemberska (zm. 1898)
- 1829 – Ludwik Łepkowski, polski malarz, konserwator dzieł sztuki (zm. 1905)
- 1830 – Aleksandr Komarow, rosyjski generał (zm. 1904)
- 1831 – August Bernadotte, książę szwedzki i norweski (zm. 1873)
- 1835:
  - Jan Jeziorański, polski polityk, członek władz powstania styczniowego pochodzenia żydowskiego (zm. 1864)
  - August Lucae, niemiecki otorynolaryngolog (zm. 1911)
- 1837:
  - Théodore Dubois, francuski organista, kompozytor (zm. 1924)
  - Mark Hanna, amerykański polityk, senator (zm. 1904)
- 1840 – Heinrich Schüle, niemiecki psychiatra (zm. 1916)
- 1845 – Lew Golicyn, rosyjski arystokrata, enolog, winiarz (zm. 1915)
- 1847 – Tomasz Pryliński, polski architekt, konserwator zabytków (zm. 1895)
- 1852 – Artur Gruszecki, polski ziemianin, pisarz, dziennikarz, krytyk literacki (zm. 1929)
- 1856 – Felix Mottl, austriacki dyrygent (zm. 1911)
- 1858 – Wacław Sieroszewski, polski pisarz, działacz niepodległościowy, etnograf, zesłaniec (zm. 1945)
- 1860 – Bogumił Labusz, polski rolnik, działacz na Mazurach (zm. 1919)
- 1862:
  - Zonia Baber, amerykańska geograf, geolog (zm. 1956)
  - Václav Láska, czeski geodeta, astronom (zm. 1943)
- 1865 – Ferdynand I, król Rumunii (zm. 1927)
- 1869 – Filip Orleański, książę Orleanu, pretendent do tronu Francji (zm. 1926)
- 1870 – Leon Wasilewski, polski polityk, dyplomata, minister spraw zagranicznych (zm. 1936)
- 1872 – Max Beerbohm, brytyjski satyryk, karykaturzysta (zm. 1956)
- 1873 – Frances MacDonald, szkocka malarka (zm. 1921)
- 1874 – Aniela Bogusławska, polska aktorka (zm. 1931)
- 1878 – Romuald Wołyncewicz, polski generał brygady, inżynier (zm. 1929)
- 1879:
  - Hermanis Albats, łotewski prawnik, publicysta, działacz społeczny, dyplomata, polityk (zm. 1942)
  - Georg Westling, fiński żeglarz sportowy (zm. 1930)
- 1880 – Fidelis Fuidio Rodríguez, hiszpański marianista, męczennik, błogosławiony (zm. 1936)
- 1881 – Vincenzo Lancia, włoski przemysłowiec, konstruktor samochodów (zm. 1937)
- 1882:
  - Mykolas Biržiška, litewski historyk literatury, sygnatariusz Aktu Niepodległości Litwy (zm. 1962)
  - Aleksandra Kazimiera Karpińska, polska archeolog, kustosz (zm. 1953)
- 1885 – María del Carmen Moreno Benítez, hiszpańska salezjanka, męczennica, błogosławiona (zm. 1936)
- 1886 – Einar Torgersen, norweski żeglarz sportowy (zm. 1946)
- 1887 – Aleksander Falzmann, polski duchowny luterański, działacz społeczny pochodzenia niemieckiego (zm. 1942)
- 1888 – Adam Kaden, polski malarz, pisarz (zm. 1940)
- 1889 – Tom London, amerykański aktor (zm. 1963)
- 1890:
  - Albert Deullin, francuski pilot wojskowy, as myśliwski (zm. 1923)
  - Duke Kahanamoku, amerykański pływak pochodzenia hawajskiego (zm. 1968)
  - Jean Rhys, dominicka pisarka (zm. 1979)
- 1891 – Ludwik Idzikowski, polski major pilot (zm. 1929)
- 1892:
  - Wanda Dobaczewska, polska pisarka, poetka, publicystka, autorka sztuk dla teatrów kukiełkowych, animatorka kultury (zm. 1980)
  - Anna Kokołowicz, polska nazaretanka, męczennica, błogosławiona (zm. 1943)
- 1893 – Elisha Scott, północnoirlandzki piłkarz, bramkarz, trener (zm. 1959)
- 1894:
  - Aleksandr Chadiejew, radziecki generał-porucznik (zm. 1957)
  - Robert Giertsen, norweski żeglarz sportowy (zm. 1978)
- 1896 – Władysław Steinhaus, polski żołnierz, kawaler Orderu Virtuti Militari (zm. 1915)
- 1897:
  - Robert Devereaux, amerykański rugbysta (zm. 1974)
  - Boris Kaufman, amerykański operator filmowy pochodzenia żydowskiego (zm. 1980)
  - Frano Kršinić, chorwacki rzeźbiarz (zm. 1982)
- 1899:
  - Jorge Luis Borges, argentyński pisarz (zm. 1986)
  - Władysław Klimek, polski ziemianin, samorządowiec, polityk, poseł na Sejm RP (zm. 1939)
- 1900:
  - Frank Brisko, amerykański kierowca wyścigowy (zm. 1990)
  - Leonardo Conti, niemiecki lekarz, zbrodniarz nazistowski pochodzenia szwajcarsko-włoskiego (zm. 1945)
  - Preston Foster, amerykański aktor (zm. 1970)
  - Franciszek Jakszewicz, polski chirurg, polityk, poseł na Sejm PRL (zm. 1968)
  - Edward Kokoszko, polski malarz (zm. 1962)
- 1901:
  - Siemion Gerszgorin, białoruski matematyk, wykładowca akademicki (zm. 1933)
  - Andriej Kostriczkin, rosyjski aktor (zm. 1973)
- 1902:
  - Fernand Braudel, francuski historyk, wykładowca akademicki (zm. 1985)
  - Carlo Gambino, amerykański boss mafijny pochodzenia włoskiego (zm. 1976)
  - Ludwik Magańa Servín, meksykański męczennik, błogosławiony (zm. 1928)
  - Władysław Walentynowicz, polski kompozytor, pianista, pedagog i działacz muzyczny (zm. 1999)
- 1903:
  - Józef Canet Giner, hiszpański duchowny katolicki, męczennik, błogosławiony (zm. 1936)
  - Peppino De Filippo, włoski aktor, dramaturg (zm. 1980)
- 1904:
  - Itala Mela, włoska oblatka benedyktyńska, mistyczka, błogosławiona (zm. 1957)
  - Aparicio Méndez, urugwajski prawnik, polityk, prezydent Urugwaju (zm. 1988)
  - Milo Urban, słowacki prozaik, eseista, tłumacz (zm. 1982)
  - Ömer Bedrettin Uşaklı, turecki poeta (zm. 1946)
- 1905:
  - Stanisław Cendrowski, polski bokser, działacz sportowy (zm. 1999)
  - Irena Ładosiówna, polska aktorka, reżyserka teatralna (zm. 1976)
  - Hilary Minc, polski ekonomista, polityk, członek PKWN, wicepremier, minister przemysłu i handlu pochodzenia żydowskiego (zm. 1974)
  - Marian Piechal, polski poeta, eseista, tłumacz, autor utworów dla dzieci (zm. 1989)
  - Mieczysław Szleyen, polski chemik, działacz komunistyczny, dziennikarz (zm. 1955)
  - Siaka Stevens, sierraleoński polityk, premier i prezydent Sierra Leone (zm. 1988)
- 1906:
  - Otto Berg, norweski lekkoatleta, skoczek w dal (zm. 1991)
  - Józef Michał Chomiński, polski muzykolog pochodzenia ukraińskiego (zm. 1994)
- 1907:
  - Bruno Giacometti, szwajcarski architekt (zm. 2012)
  - Teté, brazylijski piłkarz, trener (zm. 1962)
- 1909:
  - Dymitr Aleksandrow, polski generał brygady, lekarz (zm. 1993)
  - Ludwik Danielak, polski pocztowiec, harcerz, szachista, aktor (zm. 1939)
  - Jerzy Śliwa, polski aktor (zm. 1993)
- 1910:
  - Eugeniusz Dacyl, polski mistrz kamieniarski i betoniarski, działacz społeczny (zm. 1990)
  - Władysław Gnyś, polski pułkownik pilot (zm. 2000)
- 1911:
  - Victor Barna, węgierski i brytyjski tenisista stołowy (zm. 1972)
  - Cornelio Fabro, włoski duchowny katolicki, teolog, filozof (zm. 1995)
  - Michel Pablo, francuski polityk, trockista pochodzenia greckiego (zm. 1996)
- 1912:
  - Gwidon Miklaszewski, polski rysownik (zm. 1999)
  - Otto Šling, czechosłowacki polityk komunistyczny (zm. 1952)
- 1914:
  - Rolf Holmberg, norweski piłkarz (zm. 1979)
  - Antoni Szymanowski, polski historyk, dyplomata (zm. 1985)
- 1915 – Alice Bradley Sheldon, amerykańska pisarka science fiction (zm. 1987)
- 1916:
  - Léo Ferré, francusko-niemieckiej pieśniarz, pianista, poeta (zm. 1993)
  - Ruy de Freitas, brazylijski koszykarz (zm. 2012)
- 1917 – Dennis James, amerykański gospodarz teleturnieju (zm. 1997)
- 1918:
  - Avery Dulles, amerykański jezuita, teolog, kardynał (zm. 2008)
  - Abdallah Ibrahim, marokański polityk, premier Maroka (zm. 2005)
- 1919:
  - Carlos Arosemena Monroy, ekwadorski polityk, prezydent Ekwadoru (zm. 2004)
  - Marek Holzman, polski fotograf-dokumentalista pochodzenia żydowskiego (zm. 1982)
  - Benny Moré, kubański piosenkarz, kompozytor (zm. 1963)
- 1920:
  - Jerzy Auerbach, polski radioelektronik (zm. 2012)
  - Alex Colville, kanadyjski malarz, grafik, rysownik (zm. 2013)
  - Krystyna Łyczywek, polska romanistka, tłumaczka, dziennikarka, fotografka (zm. 2021)
- 1921:
  - Schuyler Carron, amerykański bobsleista (zm. 1964)
  - Jerzy Krawczyk, polski malarz (zm. 1969)
  - Zdzisław Podoski, polski architekt (zm. 2020)
  - Arumugam Vijiaratnam, singapurski wszechstronny sportowiec (zm. 2016)
- 1922:
  - René Lévesque, kanadyjski dziennikarz, korespondent wojenny, polityk, premier Quebecu (zm. 1987)
  - Lennart Nilsson, szwedzki fotograf, pionier fotografii medycznej (zm. 2017)
  - Howard Zinn, amerykański historyk (zm. 2010)
- 1923:
  - Leonard Biedrzycki, polsko-brytyjski tancerz, aktor, choreograf (zm. 1968)
  - Wiktor Głuszkow, ukraiński matematyk, wykładowca akademicki (zm. 1982)
  - Tadeusz Wójcik, polski ekonomista, dyplomata (zm. 2023)
- 1924:
  - Ahmadou Ahidjo, kameruński polityk, prezydent Kamerunu (zm. 1989)
  - Adam Major, polski poeta, malarz, tłumacz, pedagog (zm. 1995)
- 1925 – Mieczysław Saar, polski malarz (zm. 2015)
- 1926 – Raúl Holguer López, ekwadorski duchowny katolicki, biskup Latacungi
- 1927:
  - Jerzy Błoch, polski żużlowiec (zm. 1997)
  - Guido Ceronetti, włoski poeta, prozaik, eseista, dramaturg, lekarz, filozof, publicysta, tłumacz (zm. 2018)
  - Anjali Devi, indyjska aktorka (zm. 2014)
  - Barbara Grocholska, polska narciarka alpejska, trenerka, poetka
  - Rodney Johnson, australijski strzelec i działacz sportowy (zm. 2016)
  - Harry Markowitz, amerykański ekonomista, wykładowca akademicki, laureat Nagrody Banku Szwecji im. Alfreda Nobla w dziedzinie ekonomii pochodzenia żydowskiego (zm. 2023)
- 1928 – Łewko Łukjanenko, ukraiński prawnik, dysydent (zm. 2018)
- 1929:
  - Alicja, luksemburska księżniczka, księżna Ligne (zm. 2019)
  - Jasir Arafat, palestyński polityk, prezydent Autonomii Palestyńskiej, laureat Pokojowej Nagrody Nobla (zm. 2004)
  - Betty Dodson, amerykańska feministka, edukatorka seksualna, pisarka (zm. 2020)
  - Anna Kurska, polska prawnik, adwokat, sędzia, polityk, senator RP (zm. 2016)
- 1930:
  - Wiktor Babuszkin, rosyjski kompozytor muzyki filmowej (zm. 1998)
  - Teodoro de Faria, portugalski duchowny katolicki, biskup Funchal
  - Jerzy Holzer, polski historyk, politolog (zm. 2015)
  - Roger McCluskey, amerykański kierowca wyścigowy (zm. 1993)
- 1931 – Bernard Cyril O’Grady, australijski duchowny katolicki, dominikanin, misjonarz, biskup Gizo
- 1932:
  - Antoni Gucwiński, polski doktor weterynarii, inżynier zootechnik, twórca programów telewizyjnych (zm. 2021)
  - Cormac Murphy-O’Connor, brytyjski duchowny katolicki, arcybiskup Westminsteru, kardynał (zm. 2017)
  - William Morgan Sheppard, brytyjski aktor (zm. 2019)
- 1933:
  - Alojzy Bartoszek, polski ekonomista, dyplomata (zm. 2015)
  - Jerzy Korolec, polski historyk, filozof, wykładowca akademicki, dyplomata (zm. 2000)
  - Hamilton Richardson, amerykański tenisista (zm. 2006)
- 1934:
  - Kenny Baker, brytyjski aktor (zm. 2016)
  - Minoru Mori, japoński przedsiębiorca (zm. 2012)
  - Aleksander Szeligowski, polski kompozytor, pedagog (zm. 1993)
- 1935 – Tsutomu Hata, japoński polityk, premier Japonii (zm. 2017)
- 1936:
  - A.S. Byatt, brytyjska pisarka (zm. 2023)
  - Kenny Guinn, amerykański polityk (zm. 2010)
  - Barbara Pec-Ślesicka, polska producentka filmowa (zm. 2020)
- 1937:
  - Ryszard Dyllus, ksiądz rzymskokatolicki, dziekan dekanatu chorzowskiego, wykładowca akademicki (zm. 1987)
  - Moshood Abiola, nigeryjski ekonomista, polityk (zm. 1998)
  - George Kerr, szkocki judoka
- 1938:
  - Elmar Altvater, niemiecki politolog (zm. 2018)
  - Antoni Dydycz, polski duchowny katolicki, biskup drohiczyński
  - David Freiberg, amerykański muzyk, członek zespołów: Quicksilver Messenger Service i Jefferson Starship
- 1939:
  - Said Dimajew, czeczeński kompozytor (zm. 2005)
  - Kurt Elimä, szwedzki skoczek narciarski (zm. 2024)
- 1940 – Sharon Butala, kanadyjska pisarka
- 1941:
  - Karen Arthur, amerykańska aktorka, reżyserka filmowa i telewizyjna
  - Jürgen Eschert, niemiecki kajakarz, kanadyjkarz
  - Stefan Krajewski, polski ekonomista, polityk, wojewoda łódzki
  - Lin Yi-hsiung, tajwański polityk
  - Hans-Georg Reimann, niemiecki lekkoatleta, chodziarz
- 1942:
  - Giovanni Migliorati, włoski duchowny katolicki, wikariusz apostolski Awasy (zm. 2016)
  - Jurij Siewidow, rosyjski piłkarz, trener (zm. 2010)
- 1943:
  - John Cipollina, amerykański gitarzysta, członek zespołu Quicksilver Messenger Service (zm. 1989)
  - Dafydd Iwan, walijski wokalista, przedsiębiorca, polityk
  - Stanisław Żurowski, polski etnograf, polityk, poseł na Sejm RP
- 1944:
  - Christine Chubbuck, amerykańska dziennikarka i prezenterka telewizyjna (zm. 1974)
  - Bodo Engling, polski przedsiębiorca, polityk, senator RP
  - Gregory Jarvis, amerykański inżynier elektryk, astronauta (zm. 1986)
- 1945:
  - Ronee Blakley, amerykańska aktorka, piosenkarka, kompozytorka
  - Ken Hensley, brytyjski muzyk, gitarzysta, multiinstrumentalista, członek zespołu Uriah Heep (zm. 2020)
  - Vince McMahon, amerykański wrestler, promotor, komentator sportowy, producent filmowy
  - Bogdan Mirowski, polski artysta, jubiler (zm. 2014)
- 1946:
  - Vic Akers, angielski piłkarz, trener
  - Raymond Moore, południowoafrykański tenisista
  - Henryk Zastróżny, polski operator dźwięku
- 1947:
  - Paulo Coelho, brazylijski prozaik, poeta
  - Roger De Vlaeminck, belgijski kolarz szosowy
  - Joe Manchin, amerykański polityk, senator
  - Władimir Masorin, rosyjski admirał floty
  - Stanisław Stefański, polski żeglarz sportowy
  - Wojciech Żółtowski, polski reżyser filmowy i telewizyjny
- 1948:
  - Jan Chojnacki, polski dziennikarz muzyczny
  - Jean-Michel Jarre, francuski kompozytor i wykonawca muzyki elektronicznej
  - Alexander McCall Smith, szkocki pisarz, prawnik
  - Sauli Niinistö, fiński prawnik, polityk, prezydent Finlandii
- 1949:
  - Anna Fisher, amerykańska lekarka, chemik, astronautka
  - Natalja Lebiediewa, rosyjska lekkoatletka, płotkarka
  - Roman Morawski, polski elektronik
  - Charles Rocket, amerykański aktor (zm. 2005)
  - David Zwilling, austriacki narciarz alpejski
- 1950:
  - Marc Aaronson, amerykański astronom (zm. 1987)
  - Józef Sztorc, polski przedsiębiorca, polityk, senator RP
- 1951:
  - Jeffrey Friedman, amerykański reżyser i producent filmowy
  - Oscar Hijuelos, amerykański pisarz pochodzenia kubańskiego (zm. 2013)
  - Orson Scott Card, amerykański pisarz science fiction i fantasy
  - Ryszard Zawadzki, polski nauczyciel, samorządowiec, polityk, poseł na Sejm RP
- 1952:
  - Bob Corker, amerykański polityk, senator
  - Linton Kwesi Johnson, jamajsko-brytyjski wokalista, poeta
  - Udo Pastörs, niemiecki wioślarz
  - Czesław Pogoda, polski przedsiębiorca, polityk, poseł na Sejm RP
  - Veronika Schmidt, niemiecka biegaczka narciarska
  - Rubén Tierrablanca Gonzalez, meksykański duchowny katolicki, franciszkanin, biblista, biskup tytularny Tubernuca, wikariusz apostolski Stambułu (zm. 2020)
- 1953:
  - Jerzy Chróścikowski, polski polityk, senator RP
  - Elfi Zinn, niemiecka lekkoatletka, biegaczka średniodystansowa
- 1954:
  - Heini Otto, holenderski piłkarz, trener
  - Krzysztof Ścierański, polski gitarzysta basowy
- 1955:
  - Marek Durlik, polski chirurg, transplantolog
  - Juan Ferrer, kubański judoka (zm. 2015)
  - Mike Huckabee, amerykański pastor, polityk
- 1956:
  - Ryszard Bondyra, polski rolnik, polityk, poseł na Sejm RP (zm. 1998)
  - Kevin Dunn, amerykański aktor
  - Christiane Knetsch, niemiecka wioślarka
  - Clas Lindberg, szwedzki reżyser i scenarzysta filmowy
- 1957:
  - Stephen Fry, brytyjski aktor, komik, reżyser, pisarz
  - Sergio Lira, meksykański piłkarz
  - Norbert Trieloff, niemiecki piłkarz
- 1958:
  - Steve Guttenberg, amerykański aktor, komik, reżyser, scenarzysta i producent filmowy pochodzenia żydowskiego
  - Mykoła Romaniuk, ukraiński polityk (zm. 2017)
  - Yan Lianke, chiński pisarz
- 1959:
  - Michael Andersson, szwedzki piłkarz, trener
  - Krzysztof Frankowski, polski piłkarz
  - Rodrigo García, kolumbijski reżyser, scenarzysta i producent filmowy i telewizyjny
  - Wes Matthews, amerykański koszykarz
  - Jarosław Warylewski, polski prawnik, karnista (zm. 2020)
- 1960:
  - Kim Christofte, duński piłkarz
  - Shinji Kobayashi, japoński piłkarz, trener
  - Tadeusz Kopeć, polski inżynier, samorządowiec, polityk, poseł na Sejm i senator RP
  - Steven Lindsey, amerykański pilot wojskowy, inżynier, astronauta
  - Cal Ripken Jr., amerykański baseballista
  - Franz Viehböck, austriacki elektrotechnik, inżynier, astronauta
- 1961:
  - Mark Bedford, brytyjski muzyk, członek zespołu Madness
  - Izabela Filipiak, polska pisarka
  - Jared Harris, brytyjski aktor
  - Jerzy Polaczek, polski prawnik, polityk, poseł na Sejm RP
  - Salim Szakir, tunezyjski polityk, minister zdrowia (zm. 2017)
- 1962:
  - Radi Najdenow, bułgarski dyplomata, polityk
  - Emile Roemer, holenderski nauczyciel, samorządowiec, polityk
  - Ali Smith, szkocka pisarka, dramaturg, dziennikarka, wykładowczyni akademicka
  - Mary Weber, amerykańska inżynier chemik, pilotka, astronautka
- 1963:
  - John Bush, amerykański wokalista, członek zespołu Anthrax
  - Mike Dean, amerykański muzyk, wokalista, członek zespołu Corrosion of Conformity
  - Claudio García, argentyński piłkarz
  - Oleksandr Kozarenko, ukraiński pianista, kompozytor (zm. 2023)
  - Peter Rufai, nigeryjski piłkarz (zm. 2025)
  - Karol Sabath, polski biolog, paleontolog (zm. 2007)
- 1964:
  - Éric Bernard, francuski kierowca wyścigowy
  - Saliżan Szaripow, rosyjski kosmonauta
  - Marek Zub, polski piłkarz, trener
- 1965:
  - Sylvia Eder, szwajcarska narciarka alpejska
  - Marlee Matlin, amerykańska aktorka
  - Reggie Miller, amerykański koszykarz
- 1966:
  - Ahn Gil-kang, południowokoreański aktor
  - Jon Sieben, australijski pływak
  - Aurelija Stancikienė, litewska konserwatorka zabytków, polityk
- 1967:
  - Jan Eriksson, szwedzki piłkarz
  - Jordi Magem Badals, hiszpański szachista, trener
  - Judianna Makovsky, amerykańska kostiumolog
  - Michael Thomas, angielski piłkarz
- 1968:
  - Shoichi Funaki, japoński wrestler
  - Andreas Kisser, brazylijski gitarzysta, członek zespołu Sepultura
  - James Toney, amerykański bokser
- 1969:
  - Pierfrancesco Favino, włoski aktor, producent filmowy
  - Mukesh Tiwari, indyjski aktor
  - John Tobias, amerykański grafik, scenarzysta filmowy i telewizyjny
- 1970:
  - Marcello Abbondanza, włoski trener siatkarski
  - Guido Alvarenga, paragwajski piłkarz
  - Cezary Ciszewski, polski dziennikarz, fotograf, reżyser filmów dokumentalnych
  - Dan Henderson, amerykański zapaśnik, zawodnik MMA
  - Jurij Horbunow, ukraiński aktor, prezenter i producent telewizyjny
  - Eduardo Jiguchi, boliwijski piłkarz
  - Tugay Kerimoğlu, turecki piłkarz
  - Stephan Paßlack, niemiecki piłkarz
  - David Thiérrée, francuski grafik
  - Igor Tuleya, polski prawnik, sędzia
  - Kjetil Undset, norweski wioślarz
  - Krzysztof Zawadzki, polski aktor
- 1971:
  - Marek Kocot, polski aktor, dramaturg
  - Piotr Milan, polski hokeista (zm. 1995)
  - Heremaia Ngata, nowozelandzki piłkarz
- 1972:
  - Fritz Strobl, austriacki narciarz alpejski
  - Todd Young, amerykański polityk, senator
  - Olga Zawjałowa, rosyjska biegaczka narciarska
- 1973:
  - Bartłomiej Bodio, polski przedsiębiorca, poseł na Sejm RP
  - Inge de Bruijn, holenderska pływaczka
  - Dave Chappelle, amerykański aktor, komik, satyryk
  - Grey DeLisle, amerykańska piosenkarka, aktorka
  - Carmine Giovinazzo, amerykański aktor
  - Slobodan Grujić, serbski tenisista stołowy
  - Yéli Monique Kam, burkińska polityczka
  - Fabio Pecchia, włoski piłkarz, trener
  - Pantelejmon (Poworozniuk), ukraiński biskup prawosławny
- 1974:
  - Angela Birch, fidżyjska pływaczka
  - Órla Fallon, irlandzka piosenkarka
  - Jennifer Lien, amerykańska aktorka
  - Hiroyuki Noake, japoński łyżwiarz szybki
  - Fernando Ribeiro, portugalski wokalista, poeta
  - Daniel Zawadzki, polski aktor
- 1975:
  - James D’Arcy, brytyjski aktor
  - Joanna Jakimiuk, polska szpadzistka
  - Hayato Sakurai, japoński zawodnik MMA
  - Mindaugas Žukauskas, litewski koszykarz
- 1976:
  - Kuba Badach, polski wokalista, instrumentalista, kompozytor, producent muzyczny
  - Alex O’Loughlin, australijski aktor, scenarzysta i producent filmowy
  - Nordin Wooter, holenderski piłkarz
  - Yang Yang, chińska łyżwiarka szybka, specjalistka short tracku
- 1977:
  - Jarkko Ahola, fiński wokalista, basista, członek zespołu Teräsbetoni
  - Massimo Colomba, szwajcarski piłkarz, bramkarz
  - Denílson, brazylijski piłkarz
  - Robert Enke, niemiecki piłkarz, bramkarz (zm. 2009)
  - Amy Gough, kanadyjska skeletonistka
  - Murray Grapentine, kanadyjski siatkarz
  - John Green, amerykański pisarz
  - Bartłomiej Krysiuk, polski wokalista, autor tekstów, członek zespołu Hermh
  - Michał Łaszewicz, polski chórmistrz, kompozytor, dyrygent, aranżer
  - Jürgen Macho, austriacki piłkarz, bramkarz
  - Ezequiel Montalt, hiszpański aktor
- 1978:
  - Faisal Agab, sudański piłkarz
  - Yves Allegro, szwajcarski tenisista
  - Chada, polski raper (zm. 2018)
  - José Antonio Hermida, hiszpański kolarz szosowy
  - James Obiorah, nigeryjski piłkarz
- 1979:
  - Vahur Afanasjev, estoński poeta, prozaik (zm. 2021)
  - Maksim Bielajew, kazachski hokeista
  - Franziska Brantner, niemiecka polityk
  - Orlando Engelaar, holenderski piłkarz
  - Katja Nyberg, norweska piłkarka ręczna
  - Michael Redd, amerykański koszykarz
  - Anastasija Szwiedowa, białoruska lekkoatletka, tyczkarka
  - Piotr Ślusarczyk, polski prawnik, polityk, poseł na Sejm RP
- 1980:
  - Rachael Carpani, australijska aktorka
  - Giuseppe Colucci, włoski piłkarz
  - Carlos Ferreira, luksemburski piłkarz pochodzenia portugalskiego
- 1981:
  - Artem Bucki, ukraiński koszykarz
  - Tomás Fonzi, argentyński aktor
  - Chad Michael Murray, amerykański aktor, model
  - Lorenzo Porzio, włoski wioślarz
  - Goran Šukalo, słoweński piłkarz
- 1982:
  - Anders Bardal, norweski skoczek narciarski
  - José Bosingwa, portugalski piłkarz pochodzenia kongijskiego
  - Kim Källström, szwedzki piłkarz
- 1983:
  - Leandro Domingues, brazylijski piłkarz (zm. 2025)
  - Brett Gardner, amerykański baseballista
  - Marcel Goc, niemiecki hokeista
  - Martha Higareda, meksykańska aktorka, scenarzystka, producentka
  - Tino Sabbatelli, amerykański futbolista, wrestler
- 1984:
  - Blake Berris, amerykański aktor
  - Benjamin Hennequin, francuski sztangista
  - Marcelinho, bułgarski piłkarz pochodzenia brazylijskiego
  - Paco-Luca Nitsche, niemiecki aktor
  - Valdonė Petrauskaitė, litewska siatkarka
  - Charlie Villanueva, amerykański koszykarz pochodzenia dominikańskiego
  - Agnieszka Winczo, polska piłkarka
  - Yesung, południowokoreański aktor, piosenkarz, prezenter radiowy
  - Krzysztof Zalewski, polski muzyk, wokalista, kompozytor, członek zespołów: Japoto i Muchy
- 1985:
  - Dominic Breazeale, amerykański bokser
  - Mauro Cejas, argentyński piłkarz
  - Abdoul-Gafar Mamah, togijski piłkarz
  - Agata Nizińska, polska piosenkarka, aktorka
  - Hamid Surijan, irański zapaśnik
  - Dragan Tubić, serbski piłkarz ręczny
  - Hanna Zbyryt, polska aktorka
- 1986:
  - Joseph Akpala, nigeryjski piłkarz
  - Jean Alexandre, haitański piłkarz
  - Cha Dong-min, południowokoreański taekwondzista
  - Anna Manikowska-Wawrzyniak, polska siatkarka
  - Miguel Samudio, paragwajski piłkarz
  - Fabiano Santacroce, włoski piłkarz pochodzenia brazylijskiego
- 1987:
  - Fritz Dopfer, niemiecki narciarz alpejski
  - Ren Hayakawa, japońska łuczniczka
  - Ołeksandr Hładky, ukraiński piłkarz
  - Katalin Honti, węgierska koszykarka
  - Anže Kopitar, słoweński hokeista
  - Ri Jun-il, północnokoreański piłkarz
- 1988:
  - Matteo Galvan, włoski lekkoatleta, sprinter
  - Rupert Grint, brytyjski aktor
  - Maximilian Reinelt, niemiecki wioślarz (zm. 2019)
  - Maya Yoshida, japoński piłkarz
- 1989:
  - Mateusz Bryk, polski hokeista
  - Tamara Csipes, węgierska kajakarka
  - Erik Shoji, amerykański siatkarz
- 1990:
  - Hicham Belkaroui, algierski piłkarz
  - Andre Brown, kanadyjski siatkarz
  - Elizabeth Debicki, australijska aktorka pochodzenia polsko-irlandzkiego
  - Gary Madine, angielski piłkarz
  - Tina Trstenjak, słoweńska judoczka
  - Paweł Zmarzlik, polski żużlowiec
- 1991:
  - Diego Bejarano, boliwijski piłkarz
  - Yassine Jebbour, marokański piłkarz
  - Simona Kubová, czeska pływaczka
  - Bartłomiej Neupauer, polski hokeista
  - Wang Zhen, chiński lekkoatleta, chodziarz
- 1992:
  - Uljana Donskowa, rosyjska gimnastyczka artystyczna
  - Matthew Glaetzer, australijski kolarz torowy
  - Warazdat Harojan, ormiański piłkarz
  - Raman Hrabarenka, białoruski hokeista
  - Alicja Juszkiewicz, polska aktorka
- 1993:
  - Miguel Barbieri, argentyński piłkarz
  - Marina Rajčić, czarnogórska piłkarka ręczna, bramkarka
  - Maryna Zanewśka, belgijska tenisistka pochodzenia ukraińskiego
- 1994:
  - Tyler Ennis, kanadyjski koszykarz
  - Bernadett Határ, węgierska koszykarka
  - King Krule, brytyjski piosenkarz, autor tekstów, muzyk, producent muzyczny
  - Kelsey Plum, amerykańska koszykarka
  - Yu-Chien Tseng, tajwański skrzypek
- 1995:
  - Mats Søhagen Berggaard, norweski skoczek narciarski
  - Han Wenwen, chińska aktorka, wiolonczelistka
  - Aneta Rygielska, polska bokserka
  - Noah Vonleh, amerykański koszykarz
  - Amelia Windsor, brytyjska arystokratka
- 1996:
  - Toshihiro Hasegawa, japoński zapaśnik
  - Joseph Minala, kameruński piłkarz
  - Kenzō Shirai, japoński gimnastyk
- 1997:
  - Adrian Aciobăniței, rumuński siatkarz
  - Karol Robak, polski taekwondzista
  - Szymon Sajnok, polski kolarz szosowy i torowy
  - Alan Walker, brytyjsko-norweski producent muzyczny
- 1998:
  - Ajzar Akmatow, kirgiski piłkarz
  - Adrian Brzeziński, polski lekkoatleta, sprinter
  - Marc Hirschi, szwajcarski kolarz szosowy
  - Lassi Lappalainen, fiński piłkarz
  - Joaquín Piquerez, urugwajski piłkarz
  - Robin, fiński piosenkarz
- 1999:
  - Augustus Kargbo, sierraleoński piłkarz
  - Mateusz Poręba, polski siatkarz
- 2000:
  - Fagata, polska piosenkarka, influencerka
  - Manu Sánchez, hiszpański piłkarz
- 2003:
  - Alona Kostornoj, rosyjska łyżwiarka figurowa
  - Elijah Krahn, niemiecki piłkarz
  - Jalen Neal, amerykański piłkarz
  - Julia Szeremeta, polska pięściarka

## Zmarli
- 70 – Bartłomiej Natanael, apostoł, święty (ur. ?)
- 661 – Kōgyoku, cesarzowa Japonii (ur. 594)
- 672 – Kōbun, cesarz Japonii (ur. 648)
- 686 – Audoen z Rouen, biskup, święty (ur. 609)
- 842 – Saga, cesarz Japonii (ur. 786)
- 1042 – Michał V Kalafates, cesarz bizantyński (ur. 1015)
- 1101 – Su Shi, chiński poeta, prozaik, kaligraf, polityk (ur. 1037)
- 1103 – Magnus III Bosy, król Norwegii i Wyspy Man (ur. 1073)
- 1217 – Eustachy Mnich, angielski pirat (ur. ok. 1170)
- 1281 – Wilhelmina Blažena, czeska księżniczka, mistyczka, uzdrowicielka (ur. 1210)
- 1290 – Zawisza z Falkenštejnu, czeski rycerz (ur. ok. 1250)
- 1313 – Henryk VII Luksemburski, hrabia Luksemburga i Arlon, król Włoch, król i cesarz rzymski (ur. 1278/79)
- 1322 – Beatrycze świdnicka, księżna bawarska, królowa niemiecka (ur. ok. 1292)
- 1371 – Edward, książę Geldrii, hrabia Zutphen (ur. 1336)
- 1390 – Reinhard von Sayn, niemiecki duchowny katolicki, biskup chełmiński (ur. ?)
- 1426 – Andrzej Łaskarz, polski duchowny katolicki, biskup poznański, dyplomata, doktor praw, uczestnik soborów, reformator (ur. 1362)
- 1431 – Rupert II, książę lubiński i chojnowski (ur. ?)
- 1482 – Maciej Floris, polski dominikanin, kaznodzieja, inkwizytor (ur. ?)
- 1516 – Kansuh al-Ghauri, sułtan Mameluków (ur. ?)
- 1540 – Parmigianino, włoski malarz (ur. 1503)
- 1542 – Gasparo Contarini, włoski kardynał, dyplomata (ur. 1483)
- 1572 – Gaspard II de Coligny, francuski admirał, przywódca hugenotów (ur. 1519)
- 1617 – Róża z Limy, peruwiańska tercjarka dominikańska, święta (ur. 1586)
- 1623 – Antonio Maria Sauli, włoski duchowny katolicki, arcybiskup Genui, kardynał (ur. 1541)
- 1634 – Abazy pasza, bejlerbej Bośni (ur. ?)
- 1649 – Pedro Núñez del Valle, hiszpański malarz (ur. 1597/98)
- 1664 – Maria Cunitz, śląska astronom (ur. ok. 1610)
- 1669 – Jan Tarnowski, polski duchowny katolicki, arcybiskup lwowski (ur. ?)
- 1679 – Jean-François Paul de Gondi, francuski kardynał (ur. 1613)
- 1682 – John Maitland, szkocki arystokrata, polityk (ur. 1616)
- 1688 – Jakub Łoś, polski wojskowy, pamiętnikarz (ur. 1632)
- 1699 – Lucrezia Barberini, włoska arystokratka (ur. 1628)
- 1708 – Lew Ślubicz-Załęski, polski duchowny greckokatolicki, bazylianin, włodzimiersko-brzeski, administrator archieparchii połockiej, metropolita kijowski (ur. 1648)
- 1711 – Francisca del Espiritu Santo Fuentes, hiszpańska Służebnica Boża (ur. 1647)
- 1712 – Franciszek de Rohan-Soubise, francuski arystokrata (ur. 1630)
- 1733 – Jean-Baptiste Moreau, francuski kompozytor (ur. 1656)
- 1745 – Aleksy Dobosz, karpacki zbójnik (ur. 1700)
- 1759 – Ewald Christian von Kleist, niemiecki poeta (ur. 1715)
- 1768 – Marcello Crescenzi, włoski duchowny katolicki, arcybiskup Ferrary, kardynał (ur. 1694)
- 1770 – Thomas Chatterton, brytyjski poeta (ur. 1752)
- 1801 – Jacques Denis Antoine, francuski architekt (ur. 1733)
- 1807 – Jan Kanty Lenczowski, polski duchowny katolicki, biskup pomocniczy krakowski (ur. 1721)
- 1811 – Wincenty Adamowicz, polski podporucznik Legii Nadwiślańskiej (ur. 1758)
- 1814 – Timothy Bloodworth, amerykański nauczyciel, polityk (ur. 1736)
- 1817 – Nancy Storace, brytyjska śpiewaczka operowa (sopran) (ur. 1765)
- 1821 – John Polidori, brytyjski pisarz, lekarz pochodzenia włoskiego (ur. 1795)
- 1830 – Louis Jean Pierre Vieillot, francuski ornitolog (ur. 1748)
- 1832 – Nicolas Léonard Sadi Carnot, francuski fizyk (ur. 1796)
- 1838 – Ferenc Kölcsey, węgierski poeta (ur. 1790)
- 1856 – Emilia de Vialar, francuska zakonnica, święta (ur. 1797)
- 1857 – Stanisław Jan Strąbski, polski drukarz (ur. 1813)
- 1861 – Pierre Berthier, francuski geolog, mineralog (ur. 1782)
- 1866 – Ksawery Bojanowski, polski ziemianin, uczestnik powstania listopadowego (ur. 1795)
- 1868 – Constantin Negruzzi, rumuński poeta, prozaik, polityk (ur. 1808)
- 1886 – Maria Encarnación Rosal, gwatemalska zakonnica, błogosławiona (ur. 1820)
- 1888 – Rudolf Clausius, niemiecki fizyk, matematyk (ur. 1822)
- 1891 – Mary Ann Pratt, amerykańska działaczka mormońska (ur. 1809)
- 1892 – Karl von Spruner, niemiecki generał, kartograf (ur. 1803)
- 1895 – Albert F. Mummery, brytyjski alpinista, pisarz (ur. 1855)
- 1898 – Kazimierz Stanisław Gzowski, polsko-kanadyjski inżynier (ur. 1813)
- 1900 – Wacław Koniuszko, polski malarz (ur. 1854)
- 1901 – Osyp Jajus, ukraiński duchowny greckokatolicki, polityk (ur. 1819)
- 1902:
  - Juan Bautista Egusquiza, paragwajski wojskowy, polityk, prezydent Paragwaju (ur. 1845)
  - Małgorzata Zofia Habsburg, arcyksiężniczka austriacka, księżna wirtemberska (ur. 1870)
- 1906 – Hieronim Łopaciński, polski językoznawca, etnograf, historyk, nauczyciel (ur. 1860)
- 1907 – Emidio Taliani, włoski kardynał, nuncjusz apostolski (ur. 1838)
- 1908 – Iwan Tarchanow, rosyjski fizjolog, wykładowca akademicki pochodzenia gruzińskiego (ur. 1846)
- 1910 – Amand von Schweiger-Lerchenfeld, austriacki oficer, pisarz, podróżnik (ur. 1846)
- 1911 – Stiepan Radczenko, rosyjski rewolucjonista (ur. 1869)
- 1912:
  - Zdzisław Marchwicki, polski ziemianin, polityk (ur. 1841)
  - Włodzimierz Piliński, polski adwokat, polityk (ur. 1856)
- 1914:
  - Hubert von Grashey, niemiecki psychiatra, wykładowca akademicki (ur. 1839)
  - Karl Brunner von Wattenwyl, szwajcarski fizyk, geolog, entomolog, wykładowca akademicki (ur. 1823)
- 1917:
  - Kazimierz Kaden, polski pediatra, przedsiębiorca (ur. 1861)
  - Alexei Mateevici, mołdawski duchowny prawosławny, poeta (ur. 1888)
- 1918:
  - Louis Bennett Jr., amerykański pilot wojskowy, as myśliwski (ur. 1894)
  - Enoch Heinrich Kisch, austriacki balneolog pochodzenia żydowskiego (ur. 1841)
- 1919:
  - August Knoblauch, niemiecki neurolog, neuroanatom (ur. 1863)
  - Friedrich Naumann, niemiecki pastor, publicysta, polityk (ur. 1860)
- 1921 – Giorgio Gusmini, włoski duchowny katolicki, arcybiskup Bolonii, kardynał (ur. 1855)
- 1923 – Kate Douglas Wiggin, amerykańska nauczycielka, pisarka (ur. 1856)
- 1925:
  - Félix Sesúmaga, hiszpański piłkarz (ur. 1898)
  - Józef Wereszczyński, polski ziemianin, adwokat, polityk (ur. 1839)
- 1927:
  - Janina Omańkowska, polska działaczka społeczna, publicystka, polityk, poseł na Sejm Śląski (ur. 1859)
  - Władysław Zahorski, polski lekarz, historyk (ur. 1858)
- 1928 – Frances Jennings Casement, amerykańska feministka (ur. 1840)
- 1929:
  - Stanisław Bełza, polski adwokat, pisarz, podróżnik, działacz kulturalny (ur. 1849)
  - Juan Antonio Escurra, paragwajski wojskowy, polityk, prezydent Paragwaju (ur. 1859)
  - Jānis Fabriciuss, radziecki działacz partyjny, oficer pochodzenia łotewskiego (ur. 1877)
- 1931 – Henrique Lopes de Mendonça, portugalski oficer marynarki, prozaik, dramaturg, poeta (ur. 1856)
- 1932:
  - Wojciech Gąsienica-Marcinowski, polski skoczek narciarski, taternik (ur. ok. 1911)
  - Kate M. Gordon, amerykańska sufrażystka, pracowniczka socjalna, działaczka społeczna (ur. 1861)
  - Laurids Kjær, duński strzelec sportowy (ur. 1852)
  - Väinö Siikaniemi, fiński lekkoatleta, oszczepnik (ur. 1887)
- 1937 – Edward Porębowicz, polski poeta, romanista, krytyk i historyk literatury, tłumacz (ur. 1862)
- 1939:
  - Piero Colonna, włoski wojskowy, polityk faszystowski (ur. 1891)
  - Frederick Carl Frieseke, amerykański malarz (ur. 1874)
- 1940 – Paul Nipkow, niemiecki fizyk, wynalazca, inżynier (ur. 1860)
- 1941 – Jacob Herman Friedrich Kohlbrügge, holenderski lekarz, anatom, antropolog (ur. 1865)
- 1942:
  - Czesław Jóźwiak, polski męczennik, błogosławiony (ur. 1919)
  - Edward Kaźmierski, polski męczennik, błogosławiony (ur. 1919)
  - Franciszek Kęsy, polski męczennik, błogosławiony (ur. 1920)
  - Edward Klinik, polski męczennik, błogosławiony (ur. 1919)
  - Jarogniew Wojciechowski, polski męczennik, błogosławiony (ur. 1922)
- 1943:
  - Marija Lilina, rosyjska aktorka (ur. 1866)
  - Ettore Muti, włoski pilot wojskowy, polityk faszystowski (ur. 1902)
  - Simone Weil, francuska filozof, mistyczka, aktywistka polityczna pochodzenia żydowskiego (ur. 1909)
- 1944:
  - Carlo Emanuele Buscaglia, włoski pilot wojskowy, as myśliwski (ur. 1915)
  - Samuel David Dealey, amerykański komandor porucznik (ur. 1906)
  - Wiktor Gorzołka, polski dziennikarz, działacz polonijny (ur. 1908)
  - Jerzy Lis, polski harcmistrz, plutonowy Wojska Polskiego (ur. 1907)
  - Jerzy Powiertowski, polski zakonnik, męczennik, Sługa Boży (ur. 1917)
  - Stanisław Witczak, polski harcerz, działacz społeczny (ur. 1882)
- 1945 – Josef Miloslav Kořínek, czeski językoznawca, wykładowca akademicki (ur. 1899)
- 1946:
  - Władysław Gargul, polski fotograf, wynalazca (ur. 1883)
  - Zygmunt Peszkowski, polski cukiernik (ur. 1875)
- 1947 – Mirosław Bulešić, chorwacki duchowny katolicki, męczennik, błogosławiony (ur. 1920)
- 1949 – Wasyl Mizerny, ukraiński major UPA (ur. 1910)
- 1950:
  - Arturo Alessandri Palma, chilijski prawnik, polityk, prezydent Chile (ur. 1868)
  - Wasilij Gordow, radziecki generał pułkownik (ur. 1896)
  - Grigorij Kulik, radziecki dowódca wojskowy, marszałek ZSRR, polityk (ur. 1890)
  - Ernst Wiechert, niemiecki pisarz (ur. 1887)
- 1954 – Getúlio Vargas, brazylijski polityk, prezydent Brazylii (ur. 1882)
- 1955 – Paul Kirnig, austriacki malarz, grafik (ur. 1891)
- 1956 – Kenji Mizoguchi, japoński reżyser filmowy (ur. 1898)
- 1957 – Ronald Knox, brytyjski duchowny i teolog katolicki, pisarz (ur. 1888)
- 1958:
  - Weronika Antal, rumuńska tercjarka franciszkańska, błogosławiona (ur. 1935)
  - Johannes Gerhardus Strijdom, południowoafrykański polityk, premier Związku Południowej Afryki (ur. 1893)
- 1959 – Teodor Hoffmann, polski inżynier architekt (ur. 1874)
- 1960 – Erwin Ackerknecht, niemiecki historyk literatury, filozof, pisarz, bibliotekarz, nauczyciel (ur. 1880)
- 1961 – Günter Litfin, Niemiec, ofiara muru berlińskiego (ur. 1937)
- 1962:
  - Lillian Albertson, amerykańska aktorka (ur. 1881)
  - Mykolas Biržiška, litewski historyk literatury (ur. 1882)
  - Shorty Templeman, amerykański kierowca wyścigowy (ur. 1919)
- 1966:
  - Tadeusz Komorowski, polski generał dywizji, polityk, komendant główny AK, naczelny wódz polskich sił zbrojnych, premier RP na uchodźstwie (ur. 1895)
  - Lao She, chiński prozaik, dramaturg narodowości mandżurskiej (ur. 1899)
  - Stanisław Siciński, polski ziemianin, major, polityk, poseł na Sejm i senator RP (ur. 1896)
- 1968:
  - Adam Stanisław Skąpski, polski chemik-metalurg (ur. 1902)
  - Samuel Skierski, polski malarz, rysownik, alpinista (ur. 1942)
- 1971 – Carl Blegen, amerykański archeolog, wykładowca akademicki (ur. 1887)
- 1972:
  - Franciszek Kściuk, polski piłkarz, bramkarz (ur. 1933)
  - Jin’ichi Kusaka, japoński wiceadmirał (ur. 1888)
- 1973 – Zofia Jachimecka, polska tłumaczka (ur. 1886)
- 1974 – Aleksandr Prokofjew-Siewierski, rosyjski pionier lotnictwa, pilot wojskowy, as myśliwski (ur. 1894)
- 1975 – Francis Clifford, brytyjski pisarz (ur. 1917)
- 1976 – Edward Raquello, amerykański aktor pochodzenia żydowskiego (ur. 1900)
- 1977 – Andrzej Kulesza, polski trener koszykówki (ur. 1910)
- 1978:
  - Kathleen Kenyon, brytyjska archeolog (ur. 1906)
  - Louis Prima, amerykański piosenkarz, trębacz, kompozytor, aktor pochodzenia włoskiego (ur. 1910)
  - Feliks Rybicki, polski pianista, dyrygent, kompozytor (ur. 1899)
  - Albert Sercu, belgijski kolarz szosowy i torowy (ur. 1918)
- 1979:
  - Bernt Evensen, norweski łyżwiarz szybki (ur. 1905)
  - Hanna Reitsch, niemiecka pilotka wojskowa (ur. 1912)
- 1980:
  - André Parrot, francuski archeolog (ur. 1901)
  - Jean Pezon, francuski pilot wojskowy, as myśliwski (ur. 1898)
- 1981:
  - Andrzej Oberc, polski geolog, wykładowca akademicki (ur. 1920)
  - Iosif Tołczanow, rosyjski aktor (ur. 1891)
- 1982 – Olgierd Wołczek, polski fizyk (ur. 1922)
- 1983:
  - Jerzy Edigey, polski adwokat, pisarz pochodzenia tatarskiego (ur. 1912)
  - Arkadij Filipenko, rosyjski kompozytor muzyki filmowej (ur. 1912)
  - Kalevi Kotkas, fiński lekkoatleta, skoczek wzwyż i dyskobol (ur. 1913)
  - Pentti Saarikoski, fiński poeta, prozaik, tłumacz (ur. 1937)
- 1984 – Lajos Tóth, węgierski gimnastyk (ur. 1914)
- 1986:
  - Lili Larys, polska tancerka (ur. 1909)
  - Katarzyna Szymon, polska mistyczka, stygmatyczka, wizjonerka (ur. 1907)
- 1987:
  - Helmer Pedersen, nowozelandzki żeglarz sportowy (ur. 1930)
  - Bayard Rustin, amerykański obrońca praw obywatelskich (ur. 1912)
  - Robert Selfelt, szwedzki jeździec sportowy (ur. 1903)
- 1988:
  - Leonard Frey, amerykański aktor (ur. 1938)
  - Edward Rühle, polski geolog, wykładowca akademicki (ur. 1905)
- 1989 – Feliks Topolski, polski malarz, rysownik, korespondent wojenny (ur. 1907)
- 1990 – Siergiej Dowłatow, rosyjski dysydent, dziennikarz i pisarz emigracyjny (ur. 1941)
- 1991:
  - Siergiej Achromiejew, radziecki dowódca wojskowy, marszałek ZSRR, polityk (ur. 1923)
  - Abel Kiviat, amerykański lekkoatleta, średniodystansowiec pochodzenia żydowskiego (ur. 1892)
- 1992:
  - George Jones, australijski pilot wojskowy, as myśliwski (ur. 1896)
  - Andriej Łupan, mołdawski pisarz, polityk (ur. 1912)
  - Marek Okopiński, polski aktor, reżyser teatralny (ur. 1929)
  - Lazăr Sfera, rumuński piłkarz (ur. 1909)
- 1994 – Konstantin Briechow, radziecki polityk (ur. 1907)
- 1995:
  - Zbyněk Brynych, czeski reżyser filmowy (ur. 1927)
  - Richard Degener, amerykański skoczek do wody (ur. 1912)
  - Killer Karl Krupp, holenderski wrestler, kulturysta (ur. 1934)
  - Gary Crosby, amerykański piosenkarz i aktor (ur. 1933)
- 1996 – David Scheinert, belgijski prozaik, poeta pochodzenia żydowskiego (ur. 1916)
- 1997:
  - Zofia Rydet, polska fotografka (ur. 1911)
  - Luigi Villoresi, włoski kierowca wyścigowy (ur. 1909)
- 1998:
  - E.G. Marshall, amerykański aktor (ur. 1914)
  - Georges Senfftleben, francuski kolarz szosowy i torowy (ur. 1922)
- 1999:
  - Roberto Bussinello, włoski kierowca wyścigowy (ur. 1927)
  - Elena Murgoci, rumuńska lekkoatletka, biegaczka długodystansowa (ur. 1960)
- 2000 – Andy Hug, szwajcarski karateka (ur. 1964)
- 2001:
  - Jane Greer, amerykańska aktorka (ur. 1924)
  - Hank Sauer, amerykański baseballista (ur. 1917)
- 2002:
  - Cornelis Johannes van Houten, holenderski astronom (ur. 1920)
  - Aleksander Lewin, polski pedagog, teoretyk i metodyk wychowania pochodzenia żydowskiego (ur. 1915)
  - Wilhelm Meise, niemiecki zoolog, Wykładowca akademicki (ur. 1901)
- 2003:
  - Phunco Czogron, królowa Bhutanu (ur. 1911)
  - Ferdinand Deda, albański dyrygent, kompozytor (ur. 1941)
  - Jadwiga Maziarska, polska malarka (ur. 1913)
  - Wilfred Thesiger, brytyjski podróżnik, odkrywca, pisarz (ur. 1910)
- 2004 – Elisabeth Kübler-Ross, amerykańska lekarka pochodzenia szwajcarskiego (ur. 1926)
- 2005 – Jerzy Plebański, polski fizyk, wykładowca akademicki (ur. 1928)
- 2006:
  - Herbert Hupka, niemiecki dziennikarz, polityk (ur. 1915)
  - Zygmunt Stachura, polski malarz (ur. 1948)
  - James Tenney, amerykański kompozytor, muzyk, teoretyk muzyki (ur. 1934)
- 2007 – Abd ar-Rahman Arif, iracki generał, polityk, premier i prezydent Iraku (ur. 1916)
- 2009 – Toni Sailer, austriacki narciarz alpejski, aktor, piosenkarz (ur. 1935)
- 2010:
  - Satoshi Kon, japoński reżyser anime (ur. 1963)
  - Ryszard Misiek, polski muzyk jazzowy (ur. 1947)
  - William Saxbe, amerykański polityk, prokurator generalny (ur. 1916)
- 2011:
  - Stefan Kurowski, polski ekonomista (ur. 1923)
  - Andrzej Lisicki, polski astronom, oceanograf (ur. 1927)
  - Alfons Van Brandt, belgijski piłkarz (ur. 1927)
- 2012:
  - Pauli Ellefsen, farerski polityk, premier Wysp Owczych (ur. 1936)
  - Félix, brazylijski piłkarz (ur. 1937)
  - Zygmunt Greń, polski historyk teatralny i literacki, eseista (ur. 1930)
  - Zygmunt Kiszkurno, polski strzelec sportowy (ur. 1921)
  - Wojciech Krysztofiak, polski scenograf (ur. 1917)
  - Stanisław Ładyka, polski ekonomista (ur. 1928)
  - Karyna Wierzbicka-Michalska, polska historyk teatru, wydawczyni źródeł (ur. 1918)
- 2013:
  - Nílton de Sordi, brazylijski piłkarz (ur. 1931)
  - Julie Harris, amerykańska aktorka (ur. 1925)
  - Bogdan Królewski, polski polityk, poseł na Sejm PRL, wiceminister rolnictwa i gospodarki żywnościowej (ur. 1944)
  - Muriel Siebert, amerykańska bizneswoman pochodzenia żydowskiego (ur. 1928)
- 2014:
  - Richard Attenborough, brytyjski aktor, reżyser i producent filmowy (ur. 1923)
  - Roger De Clercq, belgijski kolarz przełajowy i szosowy (ur. 1930)
  - Eduard Giray, niemiecki zapaśnik (ur. 1949)
  - Łeonid Stadnyk, ukraiński weterynarz, wielkolud (ur. 1970)
- 2015:
  - Bevo Nordmann, amerykański koszykarz, trener (ur. 1939)
  - Justin Wilson, brytyjski kierowca wyścigowy (ur. 1978)
- 2016:
  - Wiesław Bek, polski dziennikarz, polityk, dyplomata (ur. 1929)
  - Michel Butor, francuski pisarz (ur. 1926)
  - Zbigniew Józefowicz, polski aktor (ur. 1925)
  - Walter Scheel, niemiecki polityk, prezydent Niemiec (ur. 1919)
  - Józef Szymański, polski bobsleista, saneczkarz (ur. 1926)
  - Roger Tsien, chiński biochemik, laureat Nagrody Nobla (ur. 1952)
- 2017:
  - Jay Thomas, amerykański aktor, komik, prezenter radiowy, scenarzysta, producent filmowy (ur. 1948)
  - Stanisław Warzeszak, polski duchowny katolicki, teolog (ur. 1958)
- 2018:
  - Robert Grzywocz, polski piłkarz (ur. 1932)
  - Irena Hejduk, polska ekonomistka (ur. 1949)
  - Michał Iwaszkiewicz, polski ekonomista (ur. 1942)
  - Dominik Kalata, słowacki duchowny katolicki, jezuita, biskup Semty (ur. 1925)
  - Javier Otxoa, hiszpański niepełnosprawny kolarz (ur. 1974)
  - Aleksiej Paramonow, rosyjski piłkarz, trener (ur. 1925)
  - Walentina Rastworowa, rosyjska florecistka (ur. 1933)
- 2019:
  - Janusz Kryszak, polski literaturoznawca, poeta, redaktor (ur. 1945)
  - Anne Grete Preus, norweska wokalistka i gitarzystka rockowa (ur. 1957)
- 2020:
  - Pascal Lissouba, kongijski polityk, premier i prezydent Konga (ur. 1931)
  - Ivan Singer, rumuński matematyk, wykładowca akademicki (ur. 1929)
  - Tadeusz Szmyt, polski duchowny katolicki, działacz społeczny (ur. 1933)
  - Wolfgang Uhlmann, niemiecki szachista (ur. 1935)
- 2021:
  - Ryszard Domański, polski geograf, ekonomista, wykładowca akademicki (ur. 1928)
  - Hissène Habré, czadyjski polityk, dyktator, premier i prezydent Czadu (ur. 1942)
  - Wilfried Van Moer, belgijski piłkarz, trener (ur. 1945)
  - Charlie Watts, brytyjski perkusista, członek zespołu The Rolling Stones (ur. 1941)
- 2022:
  - Ryszard Jachowicz, polski inżynier elektronik, wykładowca akademicki (ur. 1945)
  - Joe E. Tata, amerykański aktor (ur. 1936)
  - Orlando de la Torre, peruwiański piłkarz (ur. 1943)
  - Kalikst (Ware), brytyjski duchowny prawosławny, biskup metropolita Dioklei (ur. 1934)
- 2023:
  - Andrzej Kasprzak, polski koszykarz (ur. 1946)
  - Bernie Marsden, brytyjski gitarzysta, wokalista, kompozytor, członek zespołu Whitesnake (ur. 1951)
  - Bray Wyatt, amerykański wrestler (ur. 1987)
- 2024:
  - Zbigniew Bagiński, polski kompozytor, pedagog (ur. 1949)
  - Christoph Daum, niemiecki piłkarz, trener (ur. 1953)
  - George Rhoden, jamajski lekkoatleta, sprinter (ur. 1926)
  - Dieter Schinzel, niemiecki menedżer, samorządowiec, polityk, eurodeputowany (ur. 1942)
  - Michel Siffre, francuski geolog, speleolog (ur. 1939)